# Brisbane International 2014 - Qualificazioni singolare maschile
Le qualificazioni del singolare  maschile del Brisbane International 2014 sono state un torneo di tennis preliminare per accedere alla fase finale della manifestazione. I vincitori dell'ultimo turno sono entrati di diritto nel tabellone principale. In caso di ritiro di uno o più giocatori aventi diritto a questi sono subentrati i lucky loser, ossia i giocatori che hanno perso nell'ultimo turno ma che avevano una classifica più alta rispetto agli altri partecipanti che avevano comunque perso nel turno finale.

## Teste di serie
1. Andrej Golubev (secondo turno)
2. Bradley Klahn (secondo turno)
3. Ryan Harrison (qualificato)
4. Stéphane Robert (primo turno)

1. Rhyne Williams (secondo turno)
2. Ričardas Berankis (secondo turno)
3. Wayne Odesnik (primo turno)
4. Alex Kuznetsov (ultimo turno, Lucky loser)

## Qualificati
1. Thanasi Kokkinakis
2. Yūichi Sugita

1. Ryan Harrison
2. Marius Copil

### Lucky loser
1. Alex Kuznetsov

## Tabellone

### Legenda
| - Q = Qualificato - WC = Wild card - LL = Lucky loser | - ALT = Alternate - SE = Special Exempt - PR = Protected Ranking | - w/o = Walkover - r = Ritirato - d = Squalificato |

### Sezione 1
|  | Primo turno | Primo turno        | Primo turno        | Primo turno | Primo turno |  |  | Secondo turno | Secondo turno      | Secondo turno      | Secondo turno | Secondo turno |   |   | Ultimo turno | Ultimo turno       | Ultimo turno       | Ultimo turno | Ultimo turno |  |
|  |             |                    |                    |             |             |  |  |               |                    |                    |               |               |   |   |              |                    |                    |              |              |  |
|  | 1           | Andrej Golubev     | 6                  | 63          | 6           |  |  |               |                    |                    |               |               |   |   |              |                    |                    |              |              |  |
|  |             | Andrew Whittington | 2                  | 7           | 2           |  |  | 1             | Andrej Golubev     | Andrej Golubev     | 4             | 5             |   |   |              |                    |                    |              |              |  |
|  | WC          | Thanasi Kokkinakis | Thanasi Kokkinakis | 6           | 6           |  |  | WC            | Thanasi Kokkinakis | Thanasi Kokkinakis | 6             | 7             |   |   |              |                    |                    |              |              |  |
|  | WC          | Omar Jasika        | Omar Jasika        | 2           | 0           |  |  |               |                    |                    |               |               |   |   | WC           | Thanasi Kokkinakis | Thanasi Kokkinakis | 6            | 6            |  |
|  | WC          | Bradley Mousley    | Bradley Mousley    | 2           | 5           |  |  |               |                    |                    | Wu Di         | Wu Di         | 1 | 4 |              |                    |                    |              |              |  |
|  |             | Wu Di              | Wu Di              | 6           | 7           |  |  |               | Wu Di              | Wu Di              | 6             | 6             |   |   |              |                    |                    |              |              |  |
|  |             | John-Patrick Smith | John-Patrick Smith | 4           | 4           |  |  | 5             | Rhyne Williams     | Rhyne Williams     | 4             | 1             |   |   |              |                    |                    |              |              |  |
|  | 5           | Rhyne Williams     | Rhyne Williams     | 6           | 6           |  |  |               |                    |                    |               |               |   |   |              |                    |                    |              |              |  |

### Sezione 2
|  | Primo turno           | Primo turno           | Primo turno           | Primo turno | Primo turno |  |  | Secondo turno         | Secondo turno         | Secondo turno         | Secondo turno         | Secondo turno         |   |    | Ultimo turno  | Ultimo turno  | Ultimo turno  | Ultimo turno | Ultimo turno |  |
|  |                       |                       |                       |             |             |  |  |                       |                       |                       |                       |                       |   |    |               |               |               |              |              |  |
|  | 2                     | Bradley Klahn         | Bradley Klahn         | 7           | 6           |  |  |                       |                       |                       |                       |                       |   |    |               |               |               |              |              |  |
|  |                       | Matthew Barton        | Matthew Barton        | 63          | 3           |  |  | 2                     | Bradley Klahn         | 4                     | 6                     | 3                     |   |    |               |               |               |              |              |  |
|  | Alex Bolt             | Alex Bolt             | Alex Bolt             | 4           | 4           |  |  |                       | Yūichi Sugita         | 6                     | 1                     | 6                     |   |    |               |               |               |              |              |  |
|  | Yūichi Sugita         | Yūichi Sugita         | Yūichi Sugita         | 6           | 6           |  |  |                       |                       |                       |                       |                       |   |    | Yūichi Sugita | Yūichi Sugita | Yūichi Sugita | 7            | 7            |  |
|  | Gavin van Peperzeel   | Gavin van Peperzeel   | Gavin van Peperzeel   | 2           | 3           |  |  |                       |                       | Pierre-Hugues Herbert | Pierre-Hugues Herbert | Pierre-Hugues Herbert | 5 | 65 |               |               |               |              |              |  |
|  | Pierre-Hugues Herbert | Pierre-Hugues Herbert | Pierre-Hugues Herbert | 6           | 6           |  |  | Pierre-Hugues Herbert | Pierre-Hugues Herbert | 7                     | 5                     | 7                     |   |    |               |               |               |              |              |  |
|  |                       | Benjamin Mitchell     | Benjamin Mitchell     | 6           | 6           |  |  | Benjamin Mitchell     | Benjamin Mitchell     | 5                     | 7                     | 6(1)                  |   |    |               |               |               |              |              |  |
|  | 7                     | Wayne Odesnik         | Wayne Odesnik         | 4           | 4           |  |  |                       |                       |                       |                       |                       |   |    |               |               |               |              |              |  |

### Sezione 3
|  | Primo turno     | Primo turno       | Primo turno       | Primo turno | Primo turno |  |  | Secondo turno | Secondo turno     | Secondo turno     | Secondo turno | Secondo turno |   |   | Ultimo turno | Ultimo turno  | Ultimo turno | Ultimo turno | Ultimo turno |  |
|  |                 |                   |                   |             |             |  |  |               |                   |                   |               |               |   |   |              |               |              |              |              |  |
|  | 3               | Ryan Harrison     | Ryan Harrison     | 6           | 6           |  |  |               |                   |                   |               |               |   |   |              |               |              |              |              |  |
|  |                 | Matt Reid         | Matt Reid         | 3           | 4           |  |  | 3             | Ryan Harrison     | Ryan Harrison     | 6             | 6             |   |   |              |               |              |              |              |  |
|  | Miša Zverev     | Miša Zverev       | Miša Zverev       | 3           | 4           |  |  |               | Jimmy Wang        | Jimmy Wang        | 4             | 4             |   |   |              |               |              |              |              |  |
|  | Jimmy Wang      | Jimmy Wang        | Jimmy Wang        | 6           | 6           |  |  |               |                   |                   |               |               |   |   | 3            | Ryan Harrison | 1            | 6            | 6            |  |
|  | Tatsuma Itō     | Tatsuma Itō       | Tatsuma Itō       | 6           | 6           |  |  |               |                   |                   | Tatsuma Itō   | 6             | 3 | 0 |              |               |              |              |              |  |
|  | Jordan Thompson | Jordan Thompson   | Jordan Thompson   | 2           | 3           |  |  |               | Tatsuma Itō       | Tatsuma Itō       | 7             | 6             |   |   |              |               |              |              |              |  |
|  |                 | Damir Džumhur     | Damir Džumhur     | 3           | 4           |  |  | 6             | Ričardas Berankis | Ričardas Berankis | 65            | 1             |   |   |              |               |              |              |              |  |
|  | 6               | Ričardas Berankis | Ričardas Berankis | 6           | 6           |  |  |               |                   |                   |               |               |   |   |              |               |              |              |              |  |

### Sezione 4
|  | Primo turno      | Primo turno       | Primo turno      | Primo turno | Primo turno |  |  | Secondo turno | Secondo turno  | Secondo turno  | Secondo turno  | Secondo turno  |   |   | Ultimo turno | Ultimo turno | Ultimo turno | Ultimo turno | Ultimo turno |  |
|  |                  |                   |                  |             |             |  |  |               |                |                |                |                |   |   |              |              |              |              |              |  |
|  | 4                | Stéphane Robert   | Stéphane Robert  | 2           | 2           |  |  |               |                |                |                |                |   |   |              |              |              |              |              |  |
|  |                  | James Ward        | James Ward       | 6           | 6           |  |  | James Ward    | James Ward     | 6              | 4              | 3              |   |   |              |              |              |              |              |  |
|  | Thiemo de Bakker | Thiemo de Bakker  | Thiemo de Bakker | 3           | 2           |  |  | Marius Copil  | Marius Copil   | 4              | 6              | 6              |   |   |              |              |              |              |              |  |
|  | Marius Copil     | Marius Copil      | Marius Copil     | 6           | 6           |  |  |               |                |                |                |                |   |   |              | Marius Copil | Marius Copil | 6            | 6            |  |
|  | WC               | Andrew Harris     | 1                | 0           | r           |  |  |               |                | 8              | Alex Kuznetsov | Alex Kuznetsov | 4 | 1 |              |              |              |              |              |  |
|  |                  | Marsel İlhan      | 6                | 0           |             |  |  |               | Marsel İlhan   | Marsel İlhan   | 3              | 64             |   |   |              |              |              |              |              |  |
|  |                  | Kristijan Mesaroš | 1                | 1           | r           |  |  | 8             | Alex Kuznetsov | Alex Kuznetsov | 6              | 7              |   |   |              |              |              |              |              |  |
|  | 8                | Alex Kuznetsov    | 6                | 3           |             |  |  |               |                |                |                |                |   |   |              |              |              |              |              |  |